# اللجنة الوطنية للإضراب في بيلاروس
إن اللجنة الوطنية للإضراب في روسيا البيضاء (لجنة الإضراب) - منظمة بيلاروسية غير مسجلة تتلخص مهمتها الرئيسيى في - حماية حقوق المواطنين (بما في ذلك تنظيم الاحتجاجات ضد انتهاك الحقوق والمصالح الشرعية للمواطنين).
تعمل لجنة الإضراب من رجال الأعمال في روسيا البيضاء منذ عام 1996. و على أساسها تم إنشاء 25 اللجنة الوطنية للإضراب في روسيا البيضاء 25 نوفمبر 2003 م. على امتداد أكثر من 10 سنوات كانت لجنة الإضراب أن تنظم الإضرابات والمظاهرات الجماهيرية في من أجل الدفاع عن حقوق رجال الأعمال حيث اشترك في بعض الاحتجاجات أكثر من 100 ألف شخصا.
اعتبارا من لحظة إنشائها كان و لا يزال رئيسا للمنظمة السيد فاليرى ليفونيفسكى – رجل الأعمال و السجين السياسي السابق و أثناء سجنه من 1 مايو 2004 م إلى 15 مايو 2006 م كان إبنه فلاديمير ليفونيفسكى رئيسا بالنيابة للجنة الإضراب.
إحدى أنشطة لجنة الإضراب - مساعدة السجناء. على سبيل المثال في سبتمبر 2005 م سلمت لجنة الإضراب مجموعة الكتب والمعدات الرياضية وغيرها من الأشياء المفيدة إلى سجن العقوبات إفانتسيفيتشى رقم 22. و أنشئت فروع لجنة الإضراب في السجون - بحلول شهر مارس 2005 م أنشئت مثل هذه الفروع في خمسة سجون بيلاروسية.